# Molophilus karta
Molophilus karta là một loài ruồi trong họ Limoniidae. Chúng phân bố ở miền Australasia.